# Ужече (Лодзинське воєводство)
Ужече (пол. Urzecze) — село в Польщі, у гміні Здуни Ловицького повіту Лодзинського воєводства.
Населення — 229 осіб (2011).
У 1975-1998 роках село належало до Скерневицького воєводства.

## Демографія
Демографічна структура станом на 31 березня 2011 року:
|          | Загалом | Допрацездатний вік | Працездатний вік | Постпрацездатний вік |
| -------- | ------- | ------------------ | ---------------- | -------------------- |
| Чоловіки | 112     | 20                 | 78               | 14                   |
| Жінки    | 117     | 16                 | 58               | 43                   |
| Разом    | 229     | 36                 | 136              | 57                   |